# Pristisomus latus
Pristisomus latus è un pesce osseo estinto, appartenente ai perleidiformi. Visse nel Triassico inferiore (circa 250 - 247 milioni di anni fa) e i suoi resti fossili sono stati ritrovati in Australia. 

## Descrizione
Questo pesce era di dimensioni medio - piccole, e solitamente non superava la lunghezza di 30 centimetri. Era dotato di un corpo di forma più o meno ovale, piuttosto alto e affusolato. La testa era molto alta e il muso era eccezionalmente corto; le fauci erano dotate di denti a punta smussata. Gli occhi, rispetto a quelli di altri generi simili come Manlietta, erano più piccoli. La pinna dorsale era situata in posizione molto arretrata e pressoché opposta alla pinna anale, di dimensioni e forma simili ma leggermente più grande. La pinna caudale non era biforcuta, ma era dotata di un margine posteriore leggermente concavo. Le scaglie erano alte e strette, a forma di bastoncino, dal margine posteriore dentellato.

## Classificazione
Pristisomus è un membro dei perleidiformi, un grande gruppo di pesci attinotterigi tipici del Triassico, dalla spiccata diversità morfologica. In particolare, sembra che Pristisomus fosse un membro della famiglia Colobodontidae, comprendente numerose specie di pesci dal corpo relativamente grande (come Colobodus). 
Pristisomus latus venne descritto per la prima volta da Arthur Smith Woodward nel 1890, sulla base di resti fossili rinvenuti nella zona di Gosford nei pressi di Sydney, in Nuovo Galles del Sud (Australia).

## Paleoecologia
Pristisomus era probabilmente un pesce durofago, che si nutriva di organismi muniti di corazza come i crostacei.